# Янгер, Томми
Томас Янгер (англ. Thomas Younger; 10 апреля 1930, Эдинбург — 13 января 1984, Эдинбург) — шотландский футболист и футбольный тренер, играл на позиции вратаря. Участник чемпионата мира 1958 года.

## Биография

### Клубная карьера
В 1948 году Янгер присоединился к клубу «Хиберниан», в составе которого играл в течение восьми сезонов. В составе «Хибс» он выиграл два чемпионских титула в 1951 и 1952 годах. Всего сыграл в чемпионате Шотландии 181 матч.
В 1956 году Янгер перешёл в английский «Ливерпуль» и закрепился в основном составе «красных». Он выиграл конкуренцию на позиции стартового вратаря у Дуга Рудхэма и Дейва Андервуда. Янгер был основным вратарём в течение трёх сезонов и сыграл в общей сложности за «Ливерпуль» 127 матчей. Его считали одним из лучших вратарей Великобритании. В сезоне 1959/60 Янгер был вытеснен из основы Бертом Слейтером и ему пришлось перейти в «Фалкирк», где он занял должность играющего тренера. По окончании сезона он завершил карьеру из-за травмы спины, но затем вернулся в футбол и играл за «Сток Сити».
В том же году он присоединился к клубу «Рил», за который играл в течение некоторого времени. Позже играл в Канаде за «Торонто Сити». В сентябре 1961 года перешёл в «Лидс Юнайтед», в составе которого сыграл 37 матчей. Завершил карьеру в 1962 году в возрасте 32 лет.

### Международная карьера
Дебютировал за сборную Шотландии 4 мая 1955 года в матче со сборной Португалии; Шотландия выиграла тот матч со счётом 3:0. Входил в состав сборной Шотландии на чемпионате мира 1958 года, где сыграл в двух матчах группового этапа со сборными Югославии (1:1) и Парагвая (2:3). По итогам турнира сборная Шотландии не вышла из группы, заняв последнее место в группе с одним очком.
Всего за сборную Шотландии сыграл 24 матча.

### Карьера функционера
В 1969 году вошёл в совет директоров «Хиберниана».
В мае 1983 года занял пост президента Шотландской футбольной ассоциации, должность которого занимал в течение семи месяцев.

### Смерть
Скончался 13 января 1984 года в Эдинбурге в возрасте 53 лет.

## Достижения
«Хиберниан»
- Чемпион Шотландии (2) : 1950/51, 1951/52